# Maiak, Solone
Maiak (în ucraineană Маяк) este un sat în comuna Prîvilne din raionul Solone, regiunea Dnipropetrovsk, Ucraina.

## Demografie
Componența lingvistică a localității Maiak
     Ucraineană (94,79%)
     Rusă (4,95%)
Conform recensământului din 2001, majoritatea populației localității Maiak era vorbitoare de ucraineană (94,79%), existând în minoritate și vorbitori de rusă (4,95%).